# Jang Gil-hyeok
Jang Gil-hyeok (* 30. Mai 1987) ist ein südkoreanischer Fußballspieler.

## Karriere
Jang Gil-hyeok spielte bis Ende 2010 beim Navy FC. Wo er vorher gespielt hat, ist unbekannt. Der Verein aus Sattahip in der Provinz Chonburi spielte in der ersten Liga des Landes, der Thai Premier League. 2011 wechselte er zum Zweitligisten Bangkok United in die thailändische Hauptstadt Bangkok. Der Zweitligist Ratchaburi FC nahm ihn die Hinserie 2012 unter Vertrag. Die Rückserie spielte er wieder bei Bangkok United. 2013 unterschrieb er wieder einen Vertrag bei Erstligaaufsteiger Ratchaburi FC. Bis Mitte 2014 absolvierte er 34 Erstligaspiele für Ratchaburi. Seit Mitte 2014 ist er vertrags- und vereinslos.